# Tony Skyrme
Tony Hilton Royle Skyrme (5 de dezembro de 1922 — 25 de junho de 1987) foi um físico britânico.
Sua primeira proposta de modelagem da interação eficaz entre núcleons em núcleos por um zero-range potencial , uma ideia ainda amplamente utilizada hoje em estrutura nuclear  . No entanto, ele é mais conhecido por formular a primeira sóliton topológico para um modelo de partículas, o skyrmion  . Alguns de seus trabalhos mais importantes podem ser encontrados em Artigos Selecionados, com comentário de Brown. Skyrme foi agraciado com a Medalha Hughes da Royal Society em 1985.